# Гайдаржи Марина Миколаївна
Марина Миколаївна Гайдаржи (нар. 24 серпня 1953, м. Київ) — український ботанік, доктор біологічних наук, старший науковий співробітник Ботанічного саду ім. академіка О. В. Фоміна.

## Біографія

### Життєпис
З 1972 року працює на посадах лаборанта, майстра, молодшого наукового співробітника, наукового співробітника, старшого наукового співробітника у Ботанічному саду.
У 1977 році вона закінчила біологічний факультет Київського державного університету імені Тараса Шевченка.
1988 року захистила кандидатську дисертацію «Біологія інтродукованих видів Aloe L. та їх практичне використання», а 2009 року — докторську дисертацію «Життєві форми та онтоморфогенез у сукулентних рослин».

### Громадська діяльність
Член вченої ради Ботанічного саду ім. академіка О. Фоміна, відповідальний редактор серії «Вісника КНУТШ» «Інтродукція та збереження рослинного різноманіття».
Також вона працювала над експозиціями Ботанічного саду на міських виставках квітів, які неодноразово займали призові місця.

### Педагогічна діяльність
М. М. Гайдаржи готує до захисту аспірантів, керує підготовкою курсових та дипломних робіт. На базі колекції сукулентних рослин Ботанічного саду ім. академіка О. Фоміна проводить навчальні заняття зі студентами біологічних спеціальностей. Матеріали цих занять було узагальнено та покладено в основу навчального посібника «Сукулентні рослини».

### Науковий доробок
До сфери наукових інтересів М. Гайдаржи належать проблеми інтродукції тропічних та субтропічних рослин та вивчення біологічних особливостей рослин родини Asphodelaceae A.L.de Juss. Марина Миколаївна розробила класифікацію життєвих форм сукулентів, вивчила особливості онтоморфогенезу і зробила припущення щодо напрямку еволюції сукулентів.
Вона близько 40 років працює з найбільшою в Україні та країнах Східної Європи колекцією сукулентних рослин, яка налічує понад 2500 видів і внутрішньовидових таксонів із 38 родин.
Вона є авторкою понад 150 наукових і науково-популярних праць, та має 4 авторських свідоцтва на сорти рослин. Це міжвидові гібриди роду алое — «Пам'яті Фоміна», «Катя», «Ольга» і міжродовий гібрид гастергавортії «Нове Покоління». Спільно з В. В. Нікітіною підготовлені до сортовипробування міжвидовий гібрид каланхое «Чудовий дзвоник» і міжродовий гібрид гастролеї «Магістр».
Основні праці:
- Декоративные растения К., 1981 (у співавторстві);
- Алое, Гастерії, Гавортії: біологія, інтродукція, екологія. К., 2003;
- Кактуси та інші сукулентні рослини. К., 2003 (у співавторстві);
- Тропічні й субтропічні рослини. Монографія. К., 2005 (у співавторстві, за ред. В. В. Капустяна);
- Ботанічний сад імені академіка О. В. Фоміна. Каталог рослин. К., 2007 (у співавторстві);
- Ботанічний сад імені академіка О. В. Фоміна 1839—2009: Путівник-довідник. К., 2009 (у співавторстві);
- Сукулентні рослини. Навчальний посібник, К., 2011 (у співавторстві);
- Каталог раритетних рослин Ботанічних садів і дендропарків України. Довідкове видання., К., 2011 (у співавторстві).

### Нагороди
Грамота «за успіхи в навчальній, науковій та виховній роботі» з нагоди 175-річного ювілею Київського університету.